# Pooley Bridge
Pooley Bridge är en by (village) i Cumbria, i nordvästra England. Den har en kyrka.